# Tomás Berreta
Tomás Berreta (1875 – 2 sierpnia 1947), urugwajski polityk z partii Colorado, a także prezydent Urugwaju od 1 marca do 2 sierpnia 1947. Jego następcą był Luis Batlle Berres.